# ロビン・コッホ
ロビン・コッホ（Robin Koch, 1996年7月17日 - ）は、ドイツ・ラインラント＝プファルツ州カイザースラウテルン出身のサッカー選手。ブンデスリーガ・アイントラハト・フランクフルト所属。ドイツ代表。ポジションはディフェンダー 。

## 経歴
2. ブンデスリーガで1.FCカイザースラウテルンで27試合に出場した。
2017年8月22日、SCフライブルクに350万ユーロで移籍した。しかし2019年2月に内側側副靭帯を負傷した。
2020年8月29日、リーズ・ユナイテッドFCと4年契約を締結したことが発表された。

## 代表歴
2021年、ユーロ2020に臨むメンバーに選出された。
2024年、EURO2024に出場するドイツ代表メンバーに選出された。

## 私生活
父のハリー・コッホはカイザースラウテルンなどに所属した元サッカー選手。1997-98シーズンにはリーグ優勝も経験している。